# Pohřbení zaživa

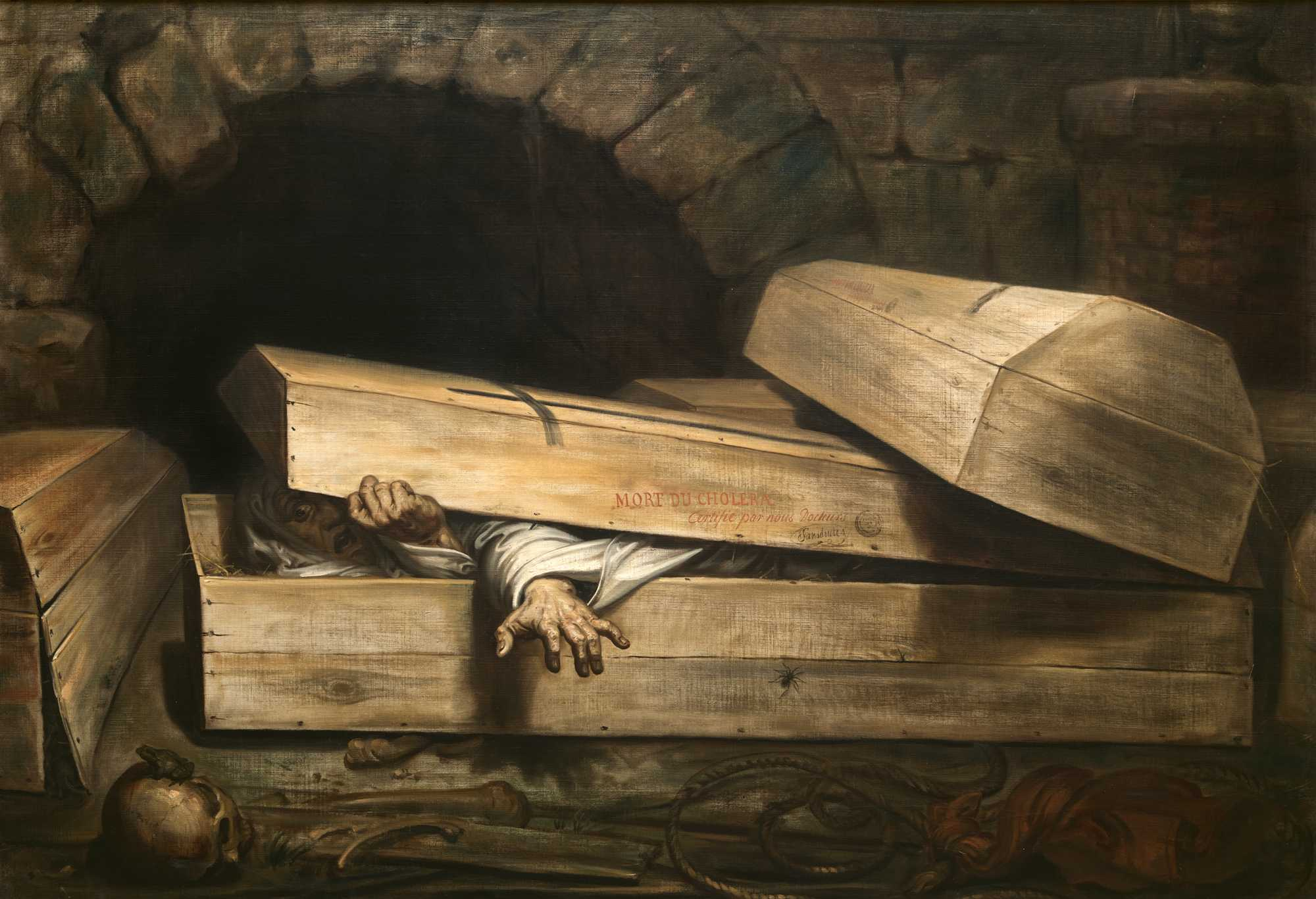
Obraz Antoine Wiertze (1854) s tématem pohřbení zaživa

Pohřbení zaživa je jev spojený zejména u pohřbu do země, kdy je člověk (zvíře) pohřben za živa. K tomu může dojít buď omylem (chybným určením smrti), případně úmyslně a pak se jedná buď o mučení, vraždu, nebo formu popravy.
Téma přitahovalo zájem společnosti od nejstarších dob, dobře známá byla obava z pohřbení zaživa, tafefobie, v 19. století (např. v díle Edgara Allana Poe hrála důležitou roli). V některých oblastech střední a východní Evropy (Polsko, Balkán, Ukrajina) byla rozšířena představa, že se z lidí pohřbených zaživa stávají upíři.

## Jako poprava
Pohřbení zaživa se používalo jako forma popravy od nejstarších dob, je zachyceno již v Chammurapiho zákoníku. Velkého rozmachu doznalo v Číně za vlády císaře Čchin Š’-chuang-ti, který takto dával popravovat učence neloajální vůči jeho režimu (podle jiných zpráv byli upalováni v jámě naplněné žhavým uhlím). V Číně se pohřbení zaživa používalo i v následujících staletích. Ve starém Římě byly tímto způsobem trestány vestálky, pokud přišly o panenství (ne však v případě znásilnění). Zahynuli takto i někteří křesťanští mučedníci, např. sv. Haštal. Ve středověké Evropě bývali zaživa pohřbívání zejména traviči, ženy, které zavraždily vlastního manžela nebo své vlastní dítě, ale také násilníci (zejména v případě znásilnění šlechtické panny). Odsouzenec zemřel udušením, aby smrt nastala rychleji, mohl kat pohřbenému odsouzenci probít srdce zašpičatělým kůlem. Jednalo se zároveň o preventivní opatření, aby se pohřbený nemohl stát upírem. V Nizozemí v 16. stol. byli pohřbíváni zaživa také lidé obvinění z kacířství, zejména novokřtěnci. V Rusku bylo pohřbení zaživa jako trest pro vražedkyně a travičky zrušeno až za vlády Petra Velikého na počátku 18. stol. Roku 1940 byl tímto způsobem v Číně svými protivníky popraven generál Š' Jü-san, významný regionální vůdce éry Severních militaristů. Naposledy bylo pohřbívání zaživa, spolu s jinými barbarskými tresty, používáno v Kambodži během hrůzovlády Rudých Khmerů.